# Pheropsophus akhaensis
Pheropsophus (Stenaptinus) akhaensis – gatunek chrząszcza z rodziny biegaczowatych i podrodziny Brachininae.

## Taksonomia
Gatunek opisany został w 2010 roku przez Ericha Kirschenhofera. Holotypem jest samiec odłowiony w 1991 roku. Nazwa gatunkowa pochodzi od miejscowej grupy etnicznej Akha.

## Opis
Osiąga 12 mm długości i 5,5 mm szerokości ciała. Głowa czarna, labrum jasnobrązowawe, policzki żółtawe, przedplecze i pokrywy czarne. Żuwaczki rudożółte, na końcach ciemniejsze. Głaszczki, czułki i odnóża rudożółte. Nieparzyste żeberka pokryw mocniej zagłębione, a parzyste nieco tylko wypukłe. Przedplecze wydłużone, nieco dłuższe niż szerokie, słabo wypukłe. Pokrywy wąskie o międzyrzędach gęsto oszczecinionych.

## Występowanie
Gatunek ten znany jest z północnej Tajlandii, z rejonu przygranicznego z Mjanmą.